# Noirefontaine (Belgique)
Pour les articles homonymes, voir Noirefontaine.
Noirefontaine (en wallon Noerfontinne) est une section de la ville belge de Bouillon située en Région wallonne dans la province de Luxembourg.
C'était une commune à part entière avant la fusion des communes de 1977.
Le village se trouve à quelques kilomètres au nord de Bouillon.

## Démographie
- Source: INS recensements population
- 1866: Scission de Dohan
- 1900: Scission de Bellevaux et Les Hayons

## Histoire de Noirefontaine
En 1330, Jean de Noirefontaine et Salvary, son frère, figurent comme témoins dans l’acte qui constitue une fondation au profit de l’autel Saint-Georges, faite par Jacques II, seigneur d’Orchimont et dame Agnès, son épouse. Noirefontaine était un des appendices de l’ancien duché de Bouillon dont les seigneurs étaient avec ceux de Botassart, Muno et Corbion, qualifiés de dires et comme tels composaient jadis la Cour souveraine de Bouillon. Le dernier jugement rendu par les 4 Sires est de 1516.
Le 1er mars 1691, l’appendice de Noirefontaine a été annexé du duché de Bouillon par l’acquisition qui en a été faite par un seigneur particulier, mais le sieur de Sandron, juge, procureur général et receveur en aurait joui comme de son bien propre sous prétexte d’un engagement simulé qui a été déclaré nul par arrêt de la Cour Souveraine de Bouillon.
Didier de Sandron, mort en 1700 au château de Carlsbourg avait choisi comme héritiers les 3 fils du sieur François de Luxembourg, seigneur en partie de Corbion.
En 1700, il y eut dès ce moment, trois seigneurs à Noirefontaine : Jean-Joseph de Luxembourg et ses 2 frères, Jacques-Joseph et Pierre-Antoine. Jean-Joseph de Luxembourg, Seigneur de Noirefontaine, Gembes, Poupehan, etc. mourut le 8 janvier 1732, âgé de 37 ans. Il fut inhumé à Corbion. Ses biens furent acquis à ses deux frères puînés. Ceux-ci par des extractions continuelles à l’égard de leurs vassaux de Noirefontaine, virent leurs biens et seigneuries de Noirefontaine, confisqués en 1736 afin de satisfaire les nombreux créanciers.
En 1749, Jean Bodson, Seigneur de Noirefontaine et autres lieux et capitaine d’une des compagnies de la milice bourgeoise, ancien bourgmestre de Bouillon, reçut des lettres de noblesse de Charles Godefroid, le 17 mai.
En 1796, le 25 septembre, Noirefontaine est annexée au département des Ardennes françaises, avec Bouillon, chef-lieu de canton.
En 1808, la commune de Noirefontaine fait toujours partie de l’arrondissement de Sedan, département des Ardennes françaises. 
Le 25 octobre 1817, Pontian Henry devient maire à Noirefontaine par arrêté de Monsieur le Gouverneur du Grand Duché de Luxembourg en remplacement de J._B. Renson, décédé. Il a prêté serment de fidélité à sa Majesté le Roi des Pays-Bas, Prince Orange Nassau, et à la loi fondamentale du royaume.
En 1830, Jacques Demoulin devient bourgmestre à Noirefontaine.
Depuis lors, Noirefontaine fait partie de la Belgique.

### Quelques détails connus de l'histoire
Anciennement, il y avait un château disparu. Les derniers propriétaires de ce château étaient les demoiselles de Noirefontaine, appelées « Linotte ».
En 1359, la fontaine est dite noire à cause d’un lit de cailloux noirs ; un fourré épais la couvre et empêche le jour d’y pénétrer, ce qui faisait dire « Quelle noire fontaine ! ». Deux fontaines placées aux extrémités du village étaient aménagées en lavoirs publics. L’eau qui s’écoule forme deux ruisseaux qui, réunis à d’autres, vont se jeter dans la Semois après avoir jusqu’en 1945 fait tourner la roue du moulin appelé Hideux Moulin et qui appartenait autrefois à la famille seigneuriale de Noirefontaine. Le dernier propriétaire du moulin fut la famille Ramlot. Aujourd’hui le moulin est transformé en restaurant « L’Auberge du Moulin Hideux ».
Le toponyme « La Malangroule » (la gare à Noirefontaine) ou la « mal en gueule » s’explique par la mauvaise langue de la femme d’un habitant et des méchants propos qui en étaient la suite.
Le lieu-dit « La Sentinelle » trouve sa justification dans le fait que les soldats de Bouillon venaient en sentinelle jusque-là.

### Une briqueterie à Noirefontaine

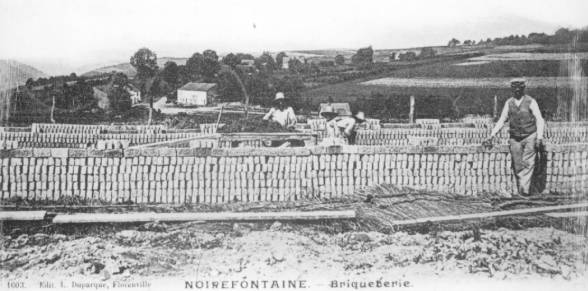
La briqueterie, carte postale de 1904

Une carte postale de 1904 nous fait découvrir une activité peu commune dans cette région : la fabrication de briques.
Le 12 octobre 1890, la ligne du vicinal Bouillon - Paliseul était inaugurée. L’assemblage des tas ne devait pas en être éloigné.
Au début des années 1930, un entrepreneur de travaux publics eut l’idée de rendre vie à cette activité, son choix se portant sur l’emplacement de l’actuelle station « Les Routiers » et de ses abords au lieu-dit ‘Briqueterie‘ où d’importants travaux de terrassements furent exécutés pour le placement de nouvelles cuves. Des fumerolles s’échappèrent pendant des jours et des jours d’une pyramide tronquée constituées de couches alternées de briques et de charbon concassé.
Les briques étaient de qualité médiocre. Le meilleur du lot servit à l’édification des cloisons de l’hôtel du Panorama. Outre la plasticité de l’argile, la réussite dépendait de la cuisson de l’ordre de 1 000 °C. La brique fabriquée aujourd’hui a encore la même composition que celle d’il y a mille ans mais les propriétés de la terre cuite sont immuables.

### Vestiges du passé: Les Minières
Minières (1850) : C’est une mine de fer peu profonde qui s’exploite à ciel ouvert, située au bord d’un petit bois. Un grand trou est entouré d’arbres ; dans le creux et sur les parois sont entassées de feuilles mortes et de la terre. En creusant le fond, on trouve encore des pierres rouges, noirâtres, lourdes, qui sans doute, contiennent du fer. 
On fondait ce minerai entre la route actuelle de Dohan et celle de les Hayons au lieu appelé « La Forge » ou « Fonderie ». (Les anciens disent encore « Les Forges »). Les champs voisins de ces minières jusque la gare, portent le nom de « Minières ». Il y a un calvaire que nous nommons la « Croix des Minières ». On a abattu le bois de la Forge, le sol déblayé permet d’y découvrir des « scories » d’autrefois, vestiges de la fonte du fer en cet endroit.
Nulle tradition n’est conservée concernant cette forge. Les restes du mur ont disparu sous les remblais de chemin de Noirefontaine à les Hayons. Ses mines de fer se découvrirent l’une à côté de la chaussée qui conduit Bouillon à Sedan, une seconde non loin de Noirefontaine, au coin du Menuchenet et une troisième sur une montagne de Honsaure, au midi du moulin de la Cornette. Le minerai était très pauvre, elles ne produisirent qu’un fer aigre et cassant faute de castine ou minette inconnue dans le duché et propre à la mettre en fusion. Selon l’opinion commune, ces mines cessèrent d’être exploitées en 1725.
Des essais d’extraction d’ardoises ont été faits il y a quelque cent ans, en divers endroits, sur le territoire de Noirefontaine. Ces tentatives n’ont pas abouti. Dans une fosse, on a recherché un peu de plombagine.

### L’écobuage
Jadis, à Noirefontaine comme dans beaucoup d’autres villages en Ardenne, le sol était très pauvre, les gens aussi. Les bestiaux paissaient dans les forêts, qui avec les bruyères couvraient presque tout le territoire, et rentraient peu dans les étables (fumier rare).
Alors, les paysans pratiquaient l’écobuage. L’épais tapis formé à la surface du sol par les bruyères est écroûté, retourné, mis en tas, séché au soleil, et lentement brûlé sur place. Cette combustion dure quelques jours, répandant au loin dans le paysage une odeur de tourbe. Les cendres éparpillées forment un engrais qui permet une maigre récolte de seigle. Immédiatement après, la terre est rendue à sa sauvage indépendance. Des graines qu’elle recelait, sortent des genêts. On les rase alors pour servir de litière et la bruyère réapparaît. Un même lopin de terre de forêt est soumis à l’écobuage tous les 20 ans.
Les cultivateurs récoltaient ainsi une médiocre quantité de seigle. On achetait de la farine à Bouillon, provenant des blés de France, et beaucoup de ces gens mouraient en laissant des dettes.
Un jour, un habitant de Noirefontaine, Henry Bertrand qui travaillait à Oisy rapporta un peu d’engrais dans sa besace. Il sema ce peu sur son seigle et eut une récolte qui dépassait de beaucoup les autres.  L’année suivante, toutes les familles, sauf deux (qui ne voulaient pas employer « cette sale poussière ») décidèrent d’utiliser cet engrais. Les récoltes des deux réfractaires ne furent pas coupées, tellement c’était peu de chose. Les habitants se dirent : « Nous sommes sauvés, nous n’aurons plus faim. » Ceci est une preuve que le sol naturel de l’Ardenne est pauvre. On abattit les forêts et les défricha : l’étendue des terres cultivables augmenta.

### 1792: Le combat des " Longs champs "
En novembre 1792, un détachement français commandé par le général Marchand avait pris ses quartiers d’hiver sur les hauteurs de Menuchenet entre Noirefontaine et Bellevaux.
Le camp bientôt appelé camp des Montagnards comprenait 1200 hommes. Pareille troupe, devant subsister sur place, se livra dans les villages environnants à des pillages effrayants et à des réquisitions de toutes sortes (vivres, grains, fourrages, bestiaux,…) qui plongeaient les habitants dans une misère effroyable.
À l’aube du 19 mai 1794, sur les hauteurs entre Bellevaux et Noirefontaine, les Français et les Autrichiens engagèrent un effroyable combat qui ne s’acheva que sous les murs du château féodal de Bouillon.
Cet épisode est appelé " Le combat des Longs champs ".
Le détachement commandé par les Autrichiens était fort de quatre mille hommes. Les Français engagèrent environ deux mille hommes dont douze cents gardes nationaux sedanais.
Le plateau de Curfoz fut le théâtre des plus furieuses mêlées.
À proximité se trouve un chemin forestier que les anciens appellent le chemin des veuves.
Aujourd’hui l’ancienne " Voie des Hayons " porte le nom de " Voie des Montagnards ".
Que reste-t-il du camp ? Une levée de terre assez impressionnante d’un développement en demi-lune d’une centaine de mètres qui devait constituer l’assise du retranchement en même temps qu’un élément de défense.
Le camp comptait cinq redoutes (postes de guet).
Une pièce frappée en 1792 fut trouvée au cours de travaux de jardinage. Elle est conservée précieusement. L’une des faces porte l’effigie du roi Louis XVI avec cette inscription "  Louis XVI Roi des Français ". L’autre face fleur de lys présente en son milieu l’emblème des licteurs avec cette inscription fort dégradée " LA NAT ... A LOI LE ROI ".

### 1944: Le Maquis de Noirefontaine
Le camp des maquisards est né au mois d’août 1944. Il est situé dans un coupe-feu au-dessus de la pente escarpée du Moulin Hideux. Septante à quatre-vingts hommes la composent.
Monsieur l’abbé Arnould, professeur au Collège Cardinal Mercier, en est l’aumônier, Mademoiselle Jeanne Hallet est l’infirmière. Le ravitaillement est assuré en grande partie par le village de Les Hayons et spécialement par Julien Renaudin, garde-champêtre.
La mission du maquis de Noirefontaine consiste essentiellement dans la surveillance des routes.
Dès les premiers jours, ils attaquent des tanks dans la côte de Bouillon, un de ceux-ci se met immédiatement en action et nos maquisards camouflés sont honorés d’un coup de canon qui heureusement ne donne aucun résultat.
Un soir, ayant appris que des Allemands se trouvent dans un hangar non loin de la chapelle de Buhan, ils organisent l’encerclement et les Allemands sont contraints de se rendre, cette belle capture rendra un grand service à l’avenir.
Quelques jours plus tard, le camp de Noirefontaine reçoit des armes pour plusieurs camps des environs ; il faut les transporter d’urgence et ce n’est pas facile.
Enfin, on imagine de se servir des Allemands et on prend leur camionnette, leurs habits et leurs casques. Quelques vaillants maquisards revêtent les uniformes et avec la camionnette, ils se dirigent par une belle journée ensoleillée, vers le Maka (entre Les Hayons et Auby). Là, des maquisards de Cugnon les attendent. Nos maquisards ont commis une grave imprudence : ils n’ont pas averti leurs camarades de ce travestissement et ceux-ci, à la vue de la camionnette allemande tirent à la mitrailleuse, sans résultat.
Après la première décharge, ils se font reconnaître à l’aide de petits drapeaux. Après le transbordement rapide de leurs armes, ils regagnent le camp ; au-dessus des Aivis, une quinzaine d’Allemands patrouillent, aussitôt qu’ils aperçoivent la camionnette, ils se camouflent dans le fossé et attendent, armés jusqu’aux dents. La camionnette passe devant les Allemands à une allure vertigineuse, ceux-ci ont le temps de reconnaître les uniformes et de faire un grand salut.
Le 7 septembre, le maquis descend dans Bouillon en fête.
Une statue de Notre-Dame du Maquis fut offerte par la paroisse en 1948 et placée sur un épicéa au lieu-dit " Les Mussettes ". Cette statue fut détruite lors de la mise à blanc de la sapinière en 1979. Pour l'anniversaire de la libération du 7 septembre 1944, le syndicat d'initiative de la Moyenne Semois fit faire une statue de Notre-Dame du Maquis en résine par un artiste de Vresse. Le 7 septembre 2003, la statue était inaugurée et bénie par l'abbé Pierre Arnould, frère de l'aumônier du Maquis, en présence de Jean-Étienne Hallet, le président du SI, du bourgmestre de Noirefontaine, M. Guy Godard, de forestiers et de membres des familles des maquisards de Dohan, Les Hayons et Noirefontaine.

### Histoire religieuse
En 1574, on dénombre à Noirefontaine dix-neuf bourgeois (propriétaires). Ils sont 39 en 1695. À cette époque, Sensenruth était le centre paroissial d’un vaste territoire qui englobait au moins une dizaine de localités dont Noirefontaine. Sensenruth dépendait du doyenné de Graide, diocèse de Liège et de la province ecclésiastique de Cologne.
Il est difficile de connaître la date de construction de la première chapelle privée de Noirefontaine, mais elle est très certainement antérieure à 1600. Cette chapelle ou oratoire appartenait à l’administrateur chargé de gérer les biens de l’évêché de Liège sur le territoire de Noirefontaine.
En 1638, la requête suivante est adressée à l’évêché pour solliciter l’autorisation de pouvoir restaurer la dite chapelle.
" Très Révérend Monsieur le vicaire de la C.D. de Liège.
Votre très humble Jean de MARCHE, administrateur des biens de la mense épiscopale liégeoise dans le domaine de Noirefontaine, au duché de Bouillon, expose de la manière la plus soumise une requête qui le concerne. Le dit suppliant possède une maison qu’il habite, dans laquelle se trouve une chapelle sinistrée par l’injure du temps. Or la maison en question est éloignée d’un demi mille de l’église paroissiale de Sensenruth. Aussi, une certaine partie de la famille ne peut entendre la messe les jours de fête. C’est pourquoi, il supplie qu’il lui soit aimablement permis et accordé de faire célébrer la sacrifice de la messe avec une pierre d’autel dans la dite chapelle, que l’auteur de la requête s’engage à réparer. "
La réponse de l’évêché est la suivante (3 mars 1638) : " une fois cet oratoire réparé comme il faut, nous permettons qu’on y célèbre avec une pierre d’autel portative. "
Dans la plupart des cas, le public était admis aux célébrations dans la chapelle privée du seigneur. Mais la population de Noirefontaine bénéficiait-elle de ce privilège ? Cet oratoire était probablement trop peu spacieux pour accueillir le public.
En tout cas, en 1703, les habitants de Noirefontaine déplorent de devoir se rendre à l’église de Sensenruth par tous les temps, hiver comme été, jeunes ou vieux, pour accomplir leurs devoirs de chrétiens. Il est vrai qu’à l’époque, nul ne peut s’abstenir de l’assistance à la messe dominicale. Le repos du dimanche est sacré et quiconque transgresse de précepte sans motif grave, prend le risque d’avoir des comptes à rendre à la justice.

#### L’ancienne chapelle de Noirefontaine
(source : archives de la fabrique d’église de Noirefontaine)
Le 8 novembre 1703, la communauté de Noirefontaine demande à l’évêque de Liège l’autorisation d’ériger une chapelle et s’engage à la doter du bois du Melly, de divers prés, champs et assences. Le consentement de Renauld Devaux, curé de l’église paroissiale de Sensenruth est du 13 novembre 1703. 
L'autorisation d’érection d’une chapelle à Noirefontaine, sous l’invocation de Saints Cosme et Damien, est donné par l'Évêque de Liège, Joseph Clément de Bavière, le 29 mars 1704. 
D’après la rumeur populaire, en 1703, les habitants de Noirefontaine auraient effectué un voyage jusque Cologne afin d’obtenir l’approbation de Mgr l’archevêque de Cologne de fonder une chapelle.
La fondation eut lieu le 8 novembre 1703, mais l’approbation de Mgr l’archevêque de Cologne ne fut donnée que le 29 mars 1704.
Les fondateurs dotèrent la chapelle édifiée du bois de Mesplier qui comprenait 100 jours de terre et de nombreux autres terrains.
Cette chapelle fut démolie pour faire place à l’église actuelle (Construite en 1852).
Jusqu’au Concordat de 1801, la chapelle de Noirefontaine ne fut qu’une annexe de la paroisse de Sensenruth.

#### 1852 - Construction de la nouvelle église
L’église actuelle est dédiée aux saints martyrs et frères Côsme et Damien, frères et médecins. Elle fut reconstruite par la commune sur le même emplacement en 1852. Il fallut démolir et rebâtir la construction mal édifiée en 1848.
Presbytère  : construit en 1900 par la commune sur un terrain que la fabrique lui a cédé, en remplacement d’un bâtiment réédifié en 1839.
Le jardin presbytéral a été agrandi de 4 à 40 ca par donation de l’abbé  Joseph-Antoine Pierard (1866-1926) à la fabrique en 1925. L’abbé Pierard était curé de Noirefontaine de 1898 à 1900.
L’entrée de l’église est orientée vers l’est, toujours entourée par le cimetière comme elle l’était déjà depuis bientôt trois siècles.
Une partie des meubles de l’église provient de l’église de Bouillon.
Le remarquable et monumental maître-autel tout en marbre, vient du prieuré Saint-Pierre de Bouillon. Sur la partie supérieure de l’autel, on remarque une statue de saint Joseph avec l’Enfant-Jésus.
L’inscription " autel privilégié " se trouve au-dessus d’un grand tableau central qui représente la résurrection du Christ. D’après l’abbé Weyland, aujourd’hui décédé, l’auteur de cette toile pourrait être frère Abraham d’Orval.
Deux petits autels latéraux sont situés dans la nef au-devant du chœur. Celui de droite abrite saint Côsme et saint Vincent de Paul. À gauche, saint Damien et sainte Marie-Madeleine. La statue de la Vierge couronnée et l’Enfant-Jésus se trouve à droite de la nef. La voûte de l’église est joliment décorée. 

#### Notre-Dame des Champs
Pour commémorer l’année mariale de 1954, la J.R.C. (jeunesse rurale catholique), sous la direction des institutrices Mademoiselle Bertrand et Mademoiselle Blanche Lequeux, a décidé de faire sculpter par les artistes Bongaert et Bonhivers, une statue de Notre-Dame des champs qui serait placée sur un socle, en pleine campagne, le long de la route de Dohan.
Pour concrétiser ce projet, il fallait de l’argent. Les jeunes filles de la J.R.C. ont décidé d’écrire aux personnes qui avaient quitté Noirefontaine pour leur demander de participer aux frais. De nombreuses lettres furent envoyées non seulement en Belgique mais aussi en France et au Canada. La statue a coûté 25000 frs.
Émile Penning, maçon, construisit le socle en pierres d’ardoise.
Le 8 décembre 1954 (fête de l’Immaculée Conception), malgré la neige, de nombreux paroissiens s’étaient déplacés pour assister à la bénédiction de la statue par l’abbé Demoitié, curé de Sensenruth.

#### La chapelle de Buhan
Cette chapelle est dédiée à Notre-Dame de Walcourt. Elle fut construite en 1880 par Eugène Pierre sur son terrain, en reconnaissance et a été donnée à l’église. Les maçons qui l’édifièrent étaient Cyprien Bertrand et François Bertrand.
La fête de la Sainte Trinité y ramène chaque année les pèlerins de Noirefontaine, Bouillon et Dohan. Là, un chapelet est récité en commun et tous, en chœur, chantent des cantiques à la Ste-Vierge.
À l’intérieur de la chapelle se trouvent également quatre saints que l’on vénère en tout temps : sainte Apoline, invoquée pour les dents, saint Donat, invoqué pour l’orage, saint Walfroid qui préserve des rhumatismes et sainte Gertrude qui préserve des souris.
En 1917, la porte fut défoncée et remplacée par une porte métallique. En 1998, une nouvelle porte a été placée.

### Comment rendait-on la justice autrefois?
La coutume reconnaît les justices inférieures divisées en haute, moyenne et basse justice et la Cour Souveraine. Celle-ci ne connaît en 1re Instance que les crimes contre l’État, les causes des pairs du Duché et de seigneurs touchant des terres tenues en prairies, seigneuries, fiefs, les causes où les communautés sont parties.
Les sentences des justices subalternes n’étaient exécutées qu’après avoir obtenu " rencharge " ou confirmation du jugement de la Cour Souveraine.
Les moyennes et basses justices avaient des attributions assez restreintes : au civil, elles ne connaissaient que certaines matières. Au criminel, les bas et moyens justiciers ne pouvaient qu’informer et décréter, après quoi, ils devaient faire transporter le criminel dans les prisons du haut justicier et faire porter le procès en son greffe.
Les contestations soumises aux justices ordinaires peuvent être tranchées par des arbitres. Leurs décisions sont exécutées sous l’autorité de la justice.
En 1715, il y avait un tribunal à Noirefontaine. (J. Huppin, greffier). En 1791, Monsieur Jacques Demoulin, prêtre vicaire a été secrétaire greffier de la municipalité. Il a demandé sa démission car cette fonction était incompatible avec les devoirs de son état.

### Histoire de l’enseignement au village
Une seule école communale mixte de 1823 à 1932.
12 avril 1822. Ordonnance de la Députation de l’État du Grand Duché sur l’organisation des écoles. Il sera établi dans le ressort de la Commune, quatre école dont une à l’usage de chaque section. 
À Noirefontaine, le sieur Douret Jean François, âgé de 54 ans porteur d’un permis illimité, est nommé le 8 novembre 1822.
L’école sera tenue dans un local qui sera loué à cet effet. Il sera accordé à l’instituteur pour leur chauffage et celui de leurs élèves 4 cordes de bois, mesure des Pays-Bas (stères).
Les rétributions des élèves sont fixées, pour ceux qui apprennent à lire à 14 cents et demi, pour ceux qui apprennent à lire et à écrire à 19 cents. Les enfants dont l’indigence sera constatée par le Conseil, seront admis gratuitement à l’école. Chaque instituteur communal ou de section touchera sur les fonds, la somme de 30 florins.
Le budget porte également 12 florins pour le loyer de la maison d’école de Noirefontaine.
L’ouverture des écoles a eu lieu le 2 novembre 1823, et elles seront tenues jusqu'à la fin de mai 1824.
L’Administration Municipale avisera aux moyens d’établir un cours d’été ; la rétribution sera du tiers. Les enfants iront à l’école dès leur 6e année jusqu'à l’âge de 12 ans. 
Juin 1836. Plans pour la construction d’une maison d’école. Architecte : Coordonnier. La section possède une Virée valant environ 5 à 600 frs à la Caïolire et il serait facile de couvrir le restant de la dépense par la délivrance d’arbres, chênes et hêtres dans les dits-bois.
De 1932 à 1971, il y a deux écoles communales indépendantes de 1932 à 1971.
En 1971, une seule école communale mixte "L’école fondamentale de Noirefontaine".
Depuis les années 2000, l'école communale de Noirefontaine fait partie d'un réseau de cinq autres écoles (Noirefontaine, Corbion, Mogimont, Sensenruth et Ucimont).

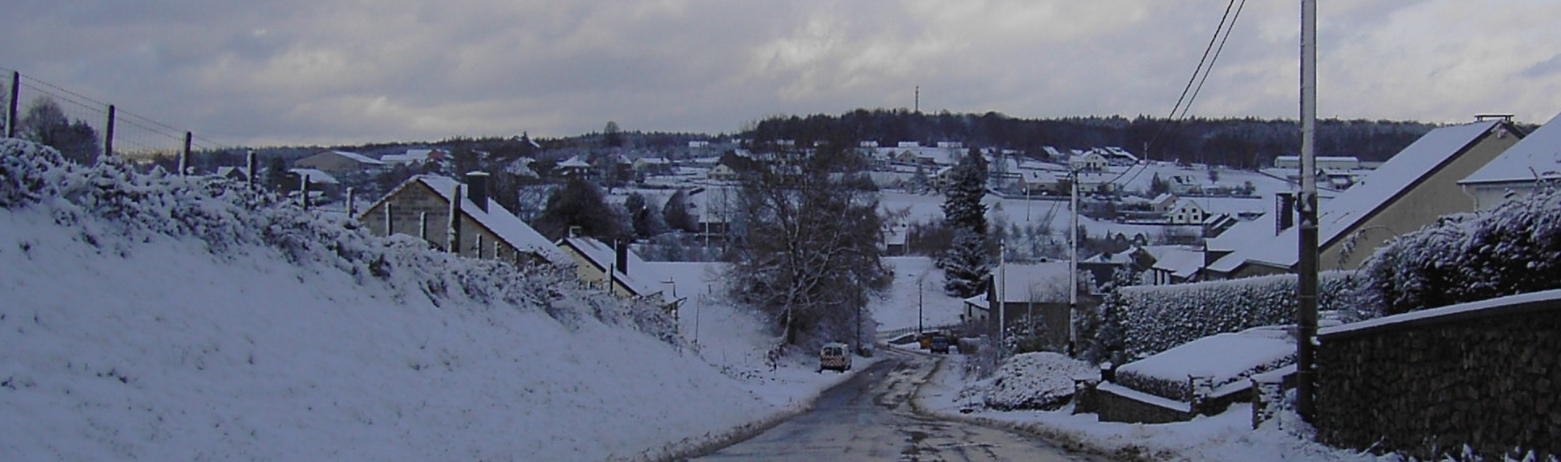
Panorama du village sous la neige

## Les coutumes

### La Saint-Hubert
Chaque année, le 3 novembre, une famille du village offre les gâteaux que l’on bénit et que l’on partage entre les fidèles présents à la messe. Cette coutume se perpétue depuis plus de 200 ans. 
Vers 1750, un chien atteint de la rage pénétra dans une étable et mordit le propriétaire. Celui-ci agité de mouvements de rage fut maîtrisé entre deux matelas et étouffé. Le chien alla périr le long d’une haie. À l’origine de cette pieuse coutume, on distribuait du pain ordinaire, ensuite ce fut du pain au lait et actuellement du gâteau.
Une légende rapporte que tout animal atteint de la rage périt dès qu’il pénètre sur le territoire de Noirefontaine. À quelques mètres au-dessus du parvis de l’église se trouve une niche abritant une grande statue de saint Hubert en bois.

### Les reposoirs
Les jeunes filles du village dressent un reposoir près de la maison communale et un à la Sentinelle. Les habitants pavoisent de leur mieux le long du parcours que la procession effectue. À chaque reposoir, le prêtre donne la bénédiction aux fidèles.

### La Saint-Nicolas
Le 5 décembre, veille de la fête, Saint Nicolas accompagné de Père Fouettard se rendent dans les écoles à la grande joie des enfants qui reçoivent des jouets et des friandises.
Saint-Nicolas rend visite également, parfois en calèche, aux enfants de moins de 3 ans.

### Les crécelleurs
À partir du Jeudi-Saint, les enfants du village passent dans les rues avec des crécelles pour annoncer les offices de la Semaine Sainte. Le samedi, dans la matinée, ils vont de porte en porte recueillir leur salaire (des œufs et de l’argent).

## Personnalités liées à Noirefontaine
- Claude Collignon (1937-2010), artiste peintre rattaché à l'École de Vresse, élève de Marie Howet et Albert Raty, vivait à Noirefontaine. Il exposa entre autres à Bouillon, à Pont-Aven et à Paris, essentiellement des paysages de la Semois et de Bretagne[3].

## Sources
- Monographie de Noirefontaine réalisée par la J.R.C.F. en 1951
- La paroisse de Noirefontaine. Son passé. (Terres d’Herbeumont à Orchimont no 21 bis) Joseph Penning (1995)